# Chiesa della Natività di Maria (Ronco all'Adige)
La chiesa della Natività di Maria è la chiesa parrocchiale di Ronco all'Adige, in provincia e diocesi di Verona; fa parte del vicariato dell'Est Veronese, precisamente dell'Unità Pastorale Albaredo-Ronco.

## Storia
In occasione dell’arrivo in parrocchia dell’urna con le reliquie del patrono della diocesi di Verona, San Zeno, tra il 2 e il 3 settembre 1963, il Vescovo Monsignor (oggi Venerabile) Giuseppe Carraro suggerì al parroco di costruire una nuova chiesa parrocchiale, cosa che avvenne a partire dal 1964.
La chiesa fu costruita a lato rispetto alla pieve, su progetto dell’architetto Angelo Manzini, con i lavori che procedettero celermente, tanto che il nuovo luogo di culto era già terminato nel 1965.
 Il 17 ottobre dello stesso anno la chiesa fu benedetta dal Vescovo di Verona, il già citato mons. Giuseppe Carraro, che, nell’occasione, consacrò l’altare e celebrò la prima Santa Messa nel nuovo edificio.
Nel 1967 fu trasferita qui la statua marmorea della Madonna nel 1967. Questo comportò l’abbandono della vecchia chiesa, con conseguente degrado della stessa, visto che fu trasformata in un magazzino.
Nel 1990 vi è stato un intervento di riordino e rinnovamento dei poli liturgici.
Nel 2003, su progetto dell’ingegnere Alberto Maria Sartori, si intervenne sulla copertura della chiesa.

## Descrizione

### Esterno
La facciata a capanna, in stile contemporaneo, pur richiamando alcuni elementi del romanico, presenta uno sfondamento centrale dove si trova una grande finestra rettangolare.
L’ingresso alla chiesa, un portale in mogano con vetri colorati, è preceduto da un atrio chiuso da un portale in vetro. La parte destra della facciata è costituita da mattoni a vista e contiene il battistero, mentre quella sinistra, intonacata, è decorata con cinque formelle quadrate raffiguranti, partendo dall’alto, Cristo con la cupola di San Pietro, l’Annunciazione, la Regina Advocata Nostra, il Beato Giuseppe Baldo e San Zeno.
In alto vi è un accenno di timpano, al cui vertice centrale è collocata una Croce metallica, uguale a quelle collocate sui vertici dei bracci del transetto.
Le altre pareti mostrano l’intelaiatura portante in cemento armato a vista, mentre le pareti di tamponamento sono intonacate e tinteggiate oppure con mattoni a vista.

### Interno
La chiesa ha una pianta a Y, con un’unica aula a base rettangolare con i due bracci del transetto collocati diagonalmente rispetto all’asse della navata.
La copertura della navata e dei bracci del transetto è a due falde in latero-cemento, mentre il pavimento è in marmi policromi (rosso Verona, verde venato e bianco), a motivi geometrici con perimetro in fasce di pietra bianca.
L’aspetto dell’aula è caratterizzato dall’intelaiatura in cemento armato a vista, mentre le pareti si presentano generalmente intonacate e tinteggiate salvo la controfacciata, che presenta mattoni a vista e la grande finestra con vetrata.

Le pareti di fondo dei bracci del transetto presentano ampie finestre costituite da vetrate artistiche in un fitto reticolo in cemento armato.
In corrispondenza dell’incontro tra i bracci del transetto e la navata è collocato il presbiterio, costituito da un podio a base triangolare elevato di sei gradini rispetto all’aula. 
L’altare, pesante quattro tonnellate, a forma di carena di nave stilizzata, è sorretto da due blocchi di onice.
Sopra il presbiterio è presente un tiburio a base esagonale, emergente rispetto alla navata, con tre vetrate per lato che introducono la luce naturale nella chiesa.

La pavimentazione della pedana del presbiterio è in marmo rosso Verona e pietra bianca.
Dietro al presbiterio, posteriore alla parete verticale che in parte la occulta, vi è l’abside semicircolare, mentre al termine del transetto destro è collocata la sacrestia.

#### L'organo
Nell’abside è collocato l’organo del 1915 realizzato da Domenico Farinati per la vecchia chiesa, trasferito qui e trasformato da Pier Ulderico Mazzanotto.

## Campanile e campane

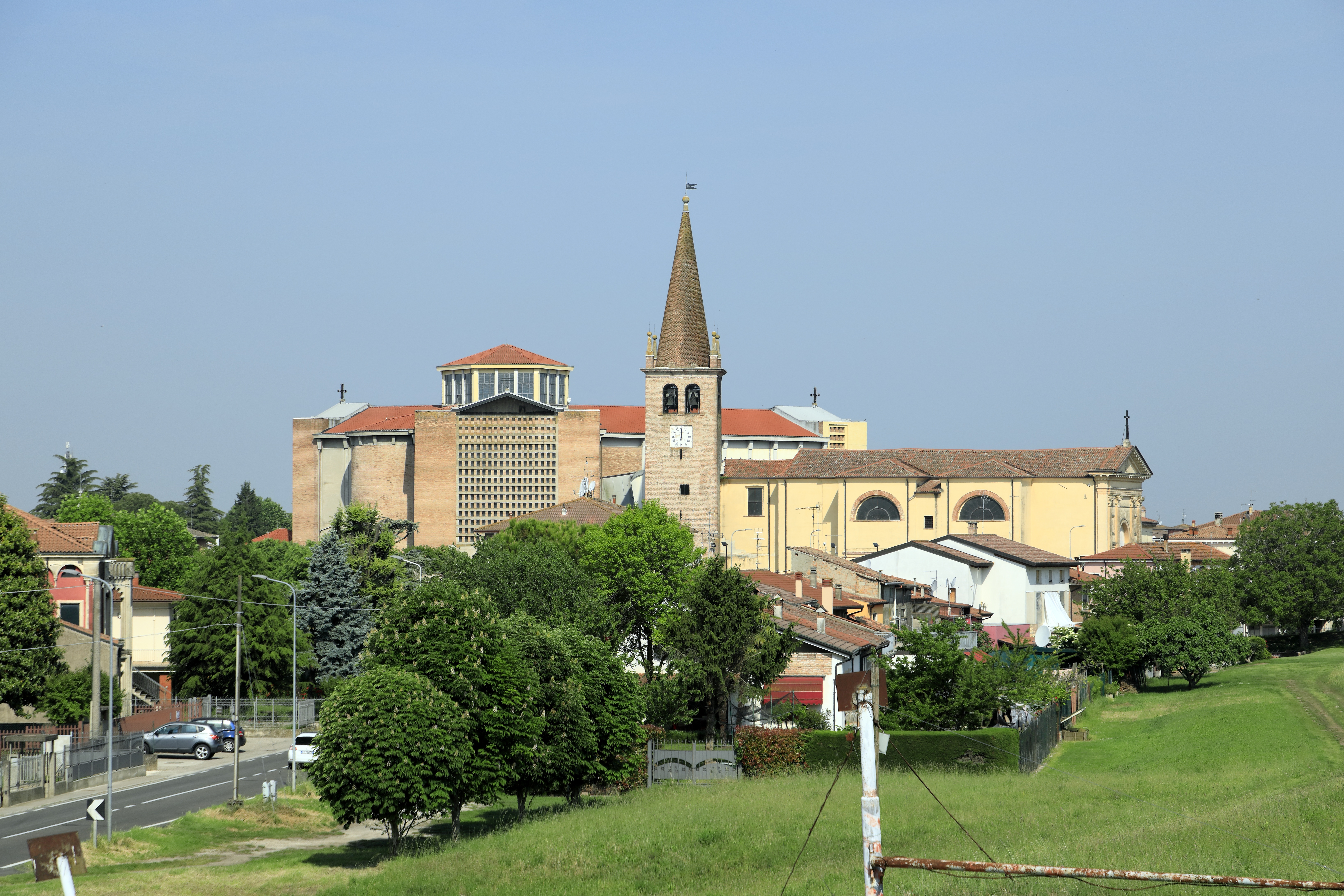
Il campanile, addossato alla vecchia chiesa, mentre retrostante è visibile quella nuova.

La chiesa utilizza il campanile della vecchia chiesa, in stile romanico.